# Kishū (Han)

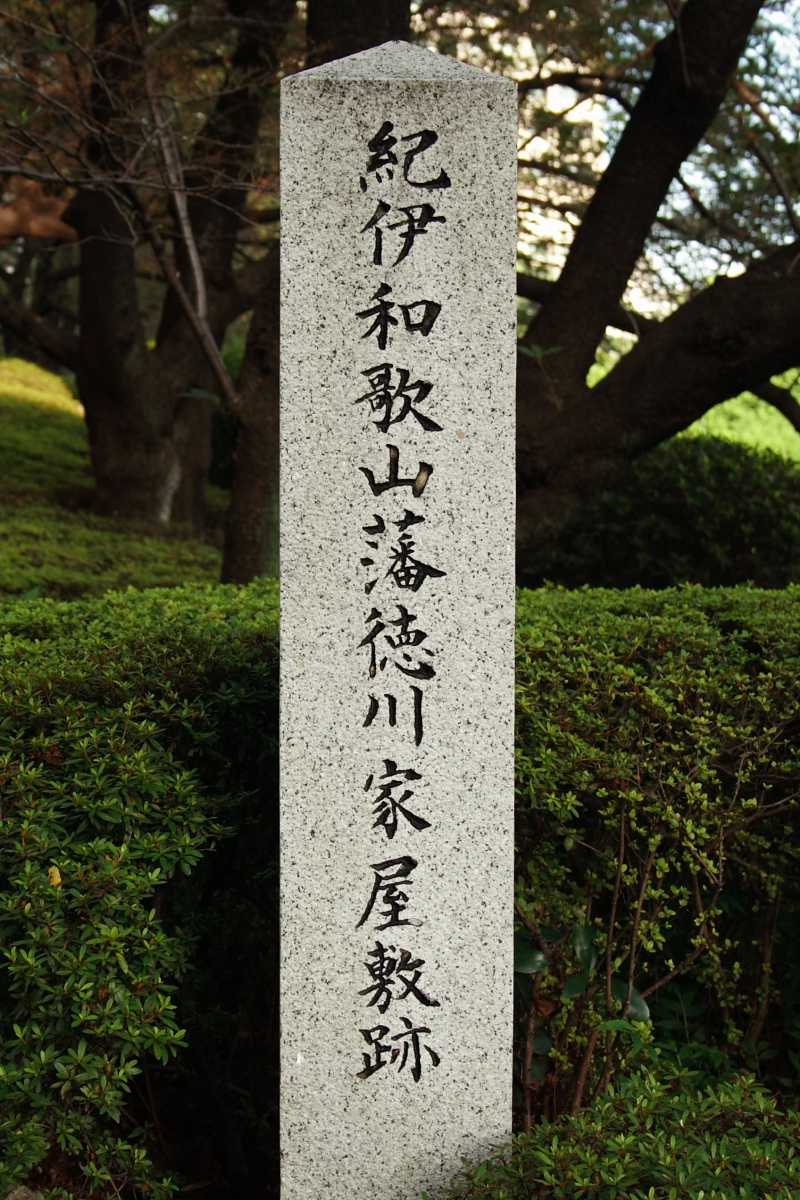
Pfahl, der den Standort der alten Residenz der Kishu-Tokugawa anzeigt.

Kishū (jap. 紀州藩, -han) war ein Han (Lehen) in Japan in der Edo-Zeit, das von 1586 bis 1869 bestand. Es wird nach der alten Provinz Kii (Kishū), in der es lag, heute die Präfektur Wakayama und der Südteil der Präfektur Mie, und der Burgstadt Wakayama auch als Kii-Wakayama bezeichnet, beziehungsweise nur als Kii oder nur als Wakayama. Das Einkommen des Han wurde mit 555.000 Koku bemessen. 
Die Daimyō (Lehnsherren) von Kishū war zuerst die Familie Kuwayama (桑山), zu dieser Zeit maß das Lehen nur 20.000 koku. Nach der Schlacht von Sekigahara wechselte das Lehen 1601 jedoch in die Hände der Asano (浅野) und wurde massiv auf 376.000 koku vergrößert. 
1619 schließlich wurde das Lehen an Tokugawa Yorinobu, den zehnten Sohn von Shōgun Tokugawa Ieyasu und ursprünglich Lehnsherr von Sumpu in der Provinz Suruga gegeben. Damit wurde seine Linie zu den Kishū-Tokugawa, eine der drei ursprünglichen Nebenlinien der Tokugawa, die sogenannten Gosanke. Als Verwandte des Shogun waren die Kishū-Tokugawa auf dem höchsten Rang der Shimpan-Daimyō. Der fünfte in der Linie, Yoshimune, wurde 1716 in das Stammhaus adoptiert und selbst Shōgun, weil die Hauptlinie keinen Erben vorweisen konnte. Neuer Lehnsherr wurde daraufhin Matsudaira Yoriyoshi (松平 頼致), Lehnsherr von Saijō in der Provinz Iyo, der den Namen Tokugawa Munenao annahm.
Als auch die neue Stammlinie der Tokugawa mit dem kinderlosen Tokugawa Iesada ausstarb, wurde 1849 erneut ein Erbe aus der Kishū-Linie eingesetzt, Tokugawa Yoshitomi, der den Namen Iemochi annahm.

## Liste der Daimyō
- Kuwayama (Tozama-Daimyō, 30.000 Koku → 20.000 Koku), 1586–1601

|   | Name               | Kanji     | Amtszeit  | Bemerkungen                                     |
| - | ------------------ | --------- | --------- | ----------------------------------------------- |
| 1 | Kuwayama Shigeharu | 桑山 重晴 | 1586–1596 |                                                 |
| 2 | Kuwayama Kazuharu  | 桑山 一晴 | 1596–1601 | Anschließend Daimyō von Yamato-Shinjō 1600–1604 |

- Asano (Tozama-Daimyō, 376.000 Koku), 1600–1619

|   | Name            | Kanji     | Amtszeit  | Bemerkungen                                                                  |
| - | --------------- | --------- | --------- | ---------------------------------------------------------------------------- |
| 1 | Asano Yoshinaga | 浅野 幸長 | 1600–1613 |                                                                              |
| 2 | Asano Nagaakira | 浅野 長晟 | 1613–1619 | Zuvor Daimyō von Ashimori 1610–1613 und anschließend von Hiroshima 1619–1632 |

- Kishū-Tokugawa (Shimpan-Daimyō, 555.000 Koku), 1619–1869

|    | Name                | Kanji     | Amtszeit  | Bemerkungen                                                                                               |
| -- | ------------------- | --------- | --------- | --- |
| 1  | Tokugawa Yorinobu   | 徳川 頼宣 | 1619–1667 | Zuvor Daimyō von Mito 1603–1609 und von Sumpu 1609–1619                                                   |
| 2  | Tokugawa Mitsusada  | 徳川 光貞 | 1667–1698 | |
| 3  | Tokugawa Tsunanori  | 徳川 綱教 | 1698–1705 | |
| 4  | Tokugawa Yorimoto   | 徳川 頼職 | 1705      | Zuvor als Matsudaira Yorimoto (松平 頼職) Daimyō von Takamori 1697–1705                                   |
| 5  | Tokugawa Yoshimune  | 徳川 吉宗 | 1705–1716 | Zuvor als Matsudaira Yorikata (松平 頼方) Daimyō von Kazurano 1697–1705 und anschließend Shōgun 1716–1745 |
| 6  | Tokugawa Munenao    | 徳川 宗直 | 1716–1757 | Zuvor als Matsudaira Yoriyoshi (松平 頼致) Daimyō von Saijō 1711–1716                                     |
| 7  | Tokugawa Munemasa   | 徳川 宗将 | 1757–1765 | |
| 8  | Tokugawa Shigenori  | 徳川 重倫 | 1765–1775 | |
| 9  | Tokugawa Harusada   | 徳川 治貞 | 1775–1789 | Zuvor als Matsudaira Yoriatsu (松平 頼淳) Daimyō von Saijō 1753–1775                                      |
| 10 | Tokugawa Harutomi   | 徳川 治寶 | 1789–1824 | |
| 11 | Tokugawa Nariyuki   | 徳川 斉順 | 1824–1846 | Zuvor Oberhaupt des Hauses Shimizu Tokugawa (Gosankyō) 1805–1816                                          |
| 12 | Tokugawa Narikatsu  | 徳川 斉彊 | 1846–1849 | Zuvor Oberhaupt des Hauses Shimizu Tokugawa 1827–1846                                                     |
| 13 | Tokugawa Yoshitomi  | 徳川 慶福 | 1849–1858 | Anschließend als Tokugawa Iemochi (徳川 家茂) Shōgun 1858–1866                                            |
| 14 | Tokugawa Mochitsugu | 徳川 茂承 | 1858–1869 | |